# Championnats d'Europe d'athlétisme 1958
Navigation
Les 6e Championnats d'Europe d'athlétisme ont eu lieu du 19 au 24 août 1958 au Stade olympique de Stockholm, en Suède.

## Résultats

### Hommes
| 100 m | Armin Hary 10 s 3 (CR)                                                                      | Manfred Germar 10 s 4                                                                                 | Peter Radford 10 s 4                                                              |
| 200 m | Manfred Germar 21 s 0                                                                       | David Segal 21 s 3                                                                                    | Jocelyn Delecour 21 s 3                                                           |
| 400 m | John Wrighton 46 s 3 (CR)                                                                   | John Salisbury 46 s 5                                                                                 | Karl-Friedrich Haas 47 s 0                                                        |
| 800 m | Mike Rawson 1 min 47 s 8                                                                    | Audun Boysen 1 min 47 s 9                                                                             | Paul Schmidt 1 min 47 s 9                                                         |
| 1 500 m | Brian Hewson 3 min 41 s 9 (CR)                                                              | Dan Waern 3 min 42 s 1                                                                                | Ron Delany 3 min 42 s 3                                                           |
| 5 000 m | Zdzisław Krzyszkowiak 13 min 53 s 4                                                         | Kazimierz Zimny 13 min 55 s 2                                                                         | Gordon Pirie 14 min 01 s 6                                                        |
| 10 000 m | Zdzisław Krzyszkowiak 28 min 56 s 0 (CR)                                                    | Yevgeniy Zhukov 28 min 58 s 6                                                                         | Nikolay Pudov 29 min 02 s 2                                                       |
| Marathon | Sergey Popov 2 h 15 min 17 s                                                                | Ivan Filin 2 h 20 min 50 s                                                                            | Fred Norris 2 h 21 min 15 s                                                       |
| 20 km marche | Stanley Vickers 1 h 33 min 09 s 0                                                           | Leonid Spirin 1 h 35 min 04 s 2                                                                       | Lennart Back 1 h 35 min 38 s 4                                                    |
| 50 km marche | Yevgeniy Maskinskov 4 h 17 min 15 s 4                                                       | Abdon Pamich 4 h 18 min 00 s 0                                                                        | Max Weber 4 h 19 min 58 s 6                                                       |
| 110 m haies | Martin Lauer 13 s 7 (AR)                                                                    | Stanko Lorger 14 s 1                                                                                  | Anatoliy Mikhailov 14 s 4                                                         |
| 400 m haies | Yuriy Lituyev 51 s 1                                                                        | Per-Ove Trollsås 51 s 6                                                                               | Bruno Galliker 51 s 8                                                             |
| 3 000 m steeple | Jerzy Chromik 8 min 38 s 2 (CR)                                                             | Semyon Rzhishchin 8 min 38 s 8                                                                        | Hans Hüneke 8 min 43 s 6                                                          |
| 4 × 100 m | Allemagne de l'Ouest Walter Mahlendorf Armin Hary Heinz Fütterer Manfred Germar 40 s 2 (CR) | Royaume-Uni Peter Radford Eric Sandstrom David Segal Adrian Breacker 40 s 2                           | Union soviétique Boris Tokarev Edvin Ozolin Yuri Konovalov Leonid Bartenev 40 s 4 |
| 4 × 400 m | Royaume-Uni Ted Sampson John McIsaac John Wrighton John Salisbury 3 min 07 s 9 (CR)         | Allemagne de l'Ouest Carl Kaufmann Manfred Poerschke Johannes Kaiser Karl-Friedrich Haas 3 min 08 s 2 | Suède Nils Holmberg Hans Lindgren Lennart Johnsson Alf Petersson 3 min 10 s 7     |
| Saut en hauteur | Rickard Dahl 2,12 m (CR)                                                                    | Jirí Lánský 2,10 m                                                                                    | Stig Pettersson 2,10 m                                                            |
| Saut à la perche | Eeles Landström 4,50 m (CR)                                                                 | Manfred Preussger 4,50 m                                                                              | Vladimir Bulatov 4,50 m                                                           |
| Saut en longueur | Igor Ter-Ovanessian 7,81 m (CR)                                                             | Kazimierz Kropidłowski 7,67 m                                                                         | Henryk Grabowski 7,51 m                                                           |
| Triple saut | Józef Szmidt 16,43 m (CR)                                                                   | Oleg Ryakhovskiy 16,02 m                                                                              | Vilhjálmur Einarsson 16,00 m                                                      |
| Lancer du poids | Arthur Rowe 17,78 m (CR)                                                                    | Viktor Lipsnis 17,47 m                                                                                | Jiří Skobla 17,12 m                                                               |
| Lancer du disque | Edmund Piątkowski 53,92 m (CR)                                                              | Todor Artarski 53,82 m                                                                                | Vladimir Trusenyov 53,74 m                                                        |
| Lancer du marteau | Tadeusz Rut 64,78 m (CR)                                                                    | Mikhail Krivonosov 63,78 m                                                                            | Gyula Zsivótzky 63,68 m                                                           |
| Lancer du javelot | Janusz Sidło 80,18 m (CR)                                                                   | Egil Danielsen 78,27 m                                                                                | Gergely Kulcsár 75,26 m                                                           |
| Décathlon | Vassili Kouznetsov 7 865 (CR)                                                               | Uno Palu 7 329                                                                                        | Walter Meier 7 249                                                                |
| Records et Performances - AR : Record continental (area record) - CR : Record des championnats (championship record) - MR : Record du meeting (meet record) - NR : Record national (national record) - OR : Record olympique (olympic record) - PR : Record paralympique (paralympic record) - PB : Record personnel (personal best) - SB : Meilleure performance personnelle de la saison (season's best) - WL : Meilleure performance mondiale de l'année (world leader) - WJR : Record du monde junior (world junior record) - WR : Record du monde (world record) Circonstances et Conditions - DNF : N'a pas terminé (did not finish) - DNS : N'a pas pris le départ (did not start) - DQ : Disqualification (disqualification) - NM : Aucun essai valable enregistré (No Mark) - Q : Qualifié « directement » au prochain tour (ou à la prochaine compétition), lors d'une compétition majeure, grâce au classement ou à la réalisation des minima (automatic qualifier) - q : Qualifié au prochain tour (ou à la prochaine compétition), lors d'une compétition majeure, grâce au repêchage ou à la réalisation de l'une des meilleures performances parmi celles des « non qualifiés directement » (grâce au meilleur temps ou à la meilleure distance par exemple) (secondary qualifier) |                                                                                             | |                                                                                   |

## Tableau des médailles
| Rang | Nation          | Or | Argent | Bronze | Total |
| ---- | --------------- | -- | ------ | ------ | ----- |
| 1    | URSS            | 11 | 15     | 9      | 35    |
| 2    | Pologne         | 8  | 2      | 2      | 12    |
| 3    | Royaume-Uni     | 7  | 5      | 5      | 17    |
| 4    | RFA             | 6  | 3      | 6      | 15    |
| 5    | Suède           | 1  | 2      | 3      | 6     |
| 6    | Tchécoslovaquie | 1  | 2      | 1      | 4     |
| 7    | Finlande        | 1  | 0      | 0      | 1     |
| —    | Roumanie        | 1  | 0      | 0      | 1     |
| 9    | RDA             | 0  | 2      | 4      | 6     |
| 10   | Norvège         | 0  | 2      | 0      | 2     |
| 11   | Bulgarie        | 0  | 1      | 0      | 1     |
| —    | Yougoslavie     | 0  | 1      | 0      | 1     |
| —    | Italie          | 0  | 1      | 0      | 1     |
| 14   | Hongrie         | 0  | 0      | 2      | 2     |
| 15   | France          | 0  | 0      | 1      | 1     |
| —    | Islande         | 0  | 0      | 1      | 1     |
| —    | Suisse          | 0  | 0      | 1      | 1     |
| —    | Irlande         | 0  | 0      | 1      | 1     |
|      |                 | 36 | 36     | 36     | 108   |